# Sebastián Pozo
Pozo  Fontivero est un nom espagnol. Le premier nom de famille, en général paternel, est Pozo ; le second, en général maternel, souvent omis, est Fontivero.
Sebastián Pozo Fontivero (né le 7 avril 1951 à Coín) est un coureur cycliste professionnel espagnol, devenu par la suite directeur sportif au sein de l'équipe ONCE.

## Palmarès
- 1976
  - 2e du GP Llodio
  - 3e du GP Caboalles de Abajo

- 1979
  - 2e du Tour des vallées minières
  - 7e du Tour de Suisse

## Résultats sur les grands tours

### Tour de France
2 participations 
- 1977 : abandon (18e étape)
- 1978 : abandon (16e étape)

### Tour d'Italie
3 participations 
- 1975 : 24e
- 1976 : 59e
- 1977 : 35e

### Tour d'Espagne
3 participations 
- 1978 : 12e
- 1979 : 59e
- 1980 : hors délais (15e étape)